# Ústřední lípa republiky na Malé Straně
Ústřední lípa republiky na Malé Straně je významný strom, který roste v Praze 1 v jižní části Seminářské zahrady poblíž sochy Jana Nerudy a dolní stanice lanové dráhy na Petřín, při prostranství u kašny „U žabiček“ se sousoším sourozenců Revilliodových (vnuků T. G. Masaryka). Byl vysazen jako Lípa republiky.

## Popis
Lípa je solitérním stromem. Obvod jejího kmene je 247 cm (2016), výška není uvedena; výsadba proběhla roku 1968. V databázi významných stromů Prahy je lípa od roku 2014.

## Historie
U příležitosti 50. výročí vzniku Československé republiky 28. října 1968 slavnostně lípu zasadili členové Sboru ochrany přírody při Společnosti Národního muzea v Praze. Společnost byla dobrovolnou organizací ochrany přírody v Československu a vedl ji Otakar Leiský. Členové Sboru iniciovali a organizovali vysazení přibližně jednoho tisíce stromů po celé republice s původním označením „Strom svobody“ a od září 1968 přejmenovaným na „Strom republiky“.